# Sokolluzade Lala Mehmed Pascià
Sokolluzade Lala Mehmed Pascià (... – İstanbul, 21 giugno 1606) è stato un politico e militare ottomano.Fu un gran visir ottomano, nipote del gran visir Sokollu Mehmet Pascià (1565-1579) e come lui di origine bosniaca e fu un tutore (lala) a un principe reale.

## Biografia
Fu istruito nella scuola di palazzo e ricoprì qualche incarico minore, per poi diventare beilerbei di Karaman e di Anatolia, e successivamente agha dei giannizzeri nel 1595; con questo incarico prese parte alla guerra contro l'Austria come governatore di Buda; fu comandante a Esztergom quando questa popolazione si arrese agli austriaci (Ernst von Mansfeld) nel settembre del 1595. Ha poi ottenuto il grado di visir ed è stato più volte serraschiere d'Ungheria. Nel 1598 fu beglerbegi di beilerbei e prese parte all'assedio di Großwardein, (oggi conosciuta come Oradea Mare, in turco: Varäd) dal 1 ottobre al 3 novembre 1598. Nel 1599 prestò servizio nell'esercito del Gran Visir Damat İbrahim Pascià; nell'agosto 1601 fu di nuovo comandante delle forze della Rumelia e governatore di Buda e assediò per 34 giorni Stuhlweissenburg (Székesfehérvár) che conquistò il 6 agosto 1602. Nel novembre 1602, con 2.000 giannizzeri, aiutò Buda a resistere contro un attacco imperiale anche se gli ottomani furono sconfitti a Pest (14 luglio 1603) riuscì a trionfare a nord di Buda costringendo le forze imperiali a ritirarsi. Grazie a questo successo, fu elevato al grado di terzo visir. Come tale organizzò la difesa di Buda insieme al bilerbei di Rumelia Murad Pascià e al bilerbei di Bosnia Djelali Deli Hasan Pascià, trascorrendo l'inverno dal 1603 al 1604 a Belgrado.
Il 26 luglio 1604, dopo la morte del Gran Visir Malkoç Yavuz Ali Pascià a Belgrado, mentre Mehmed Pascià stava muovendo verso il campo di battaglia in Ungheria, fu nominato Gran Visir, ricevendo lungo la strada il sigillo imperiale. I colloqui di pace fallirono e il Gran Visir riconquistò Pest e occupò Hatvan e Waitzen (Vác) ed assediò Esztergom (18 ottobre) senza successo (si ritirò a dicembre); tornò in questa città nella campagna dell'anno successivo e dopo aver riconosciuto István Bocskai come re d'Ungheria, conquistò Párkány (Štúrovo) il 20 agosto e Visgrad l'8 settembre. Esztergom questa volta fu conquistata (29 settembre 1605, ma si arrese a condizione che i difensori non se ne andassero fino al 3 ottobre). Il 20 ottobre, Mehmed Pascià incoronò Bocskai re d'Ungheria (esclusi i territori sotto la diretta amministrazione ottomana) e della Transilvania. Seguono altre conquiste nelle vicinanze di Esztergom: Veszprém, Palota, Neuhäusel (Nové Zámky)  (20 novembre). Insieme al nipote Sarhosh Ibrahim Pascià, beilerbei di Kanisza, si lanciò in una scorreria in Stiria e Croazia.
Nel 1605 l'esercito ottomano orientale fu sconfitto dai persiani e anche le forze inviate in Anatolia per reprimere una rivolta furono sconfitte. Mehmed Pascià tornò a Istanbul alla fine dell'anno e si decise che nel 1606 sarebbe rimasto nella capitale dirigendo le operazioni a distanza su entrambi i fronti e proseguendo i negoziati per cercare di raggiungere la pace con l'Austria. Ma il Capitan pascià Dervish Mehmed Pascià, anche lui bosniaco, tramò contro il gran visir e fece cambiare idea al sultano che mandò il gran visir a prendere il comando dell'esercito contro la Persia. Si stava preparando ad Üsküdar quando, secondo quanto tramandato, ebbe un ictus il 20 maggio 1606 e morì tre giorni dopo (23 maggio 1606. Mehmed fu sepolto vicino alla tomba di suo zio Sokollu Mehmet Pascià.

## Famiglia
Nel 1598 sposò Hatice Sultan, figlia del sultano Murad III. Ebbero due figli e una figlia. 